# Eulepidotis ezra
Eulepidotis ezra là một loài bướm đêm trong họ Erebidae.